# Nipponagonum
Nipponagonum is een geslacht van kevers uit de familie van de loopkevers (Carabidae). De wetenschappelijke naam van het geslacht is voor het eerst geldig gepubliceerd in 1978 door Akinobu Habu.

## Soorten
Het geslacht Nipponagonum omvat de volgende soorten:
- Nipponagonum amphinomus (Bates, 1883)
- Nipponagonum askellek Morvan, 1998
- Nipponagonum hakonum (Harold, 1878)
- Nipponagonum meridies (Habu, 1975)
- Nipponagonum minamikawai (Habu, 1959)
- Nipponagonum nepalense Morvan, 1998